# حرية الأثداء
حرية الأثداء وتُعرف في الولايات المتحدة باسم توب فريدم (بالإنجليزية: Topfreedom) هي حركة ثقافية وسياسية تسعى إلى إحداث تغييرات في القوانين التي لا تسمح للنساء بالظهور عاريات في الأماكن العامة. تُركز الحركة في عملها على ظاهرة إرضاع الطفل في الأماكن العامة كشكل من أشكال المساواة بين الجنسين، وتسعى الحركة إلى إلغاء القوانين التي تقيد حق المرأة في إظهار صدرها في جميع الأوقات وفي كل الأماكن بما في ذلك العامة. وبالإضافة إلى ذلك؛ قدّمت حركة حرية الأثداء طلبًا بالسماح للأمهات المرضعات بممارسة الرضاعة الطبيعية علنّا في الأماكن العامة كما شجعت النساء على الاستحمام عاريات.

## المواقف الاجتماعية والقانونية
ترى العديد من المجتمعات -بما في ذلك العربية والإسلامية- أن النساء اللواتي يعرضن هالات حلماتهن للعيان متبرجات ويتعارضن مع المعايير الاجتماعية. في العديد من الدول؛ قد تتعرض المرأة عارية الصدر إلى مضايقات كما قد يتم اتهامها بالفجور في وسط عام ناهيك عن باقي التُهم مثل التعري، الإخلال بالآداب العام أو السلوك غير المنضبط. حاولت حركة حرية الأثداء تغيير مواقف المجتمع من الثديين باعتبارة عضوا جنسيا مٌحرما ولا يجب إظهاره.
ألغت العديد من البلدان في أوروبا قوانين كانت تمنع النساء سابقًا من الظهور عاريات، فاليوم يُسمح للسيدات بالظهور عاريات تمامًا خلال السباحة وفي حمامات الشمس على الشواطئ؛ بل إن هذا التصرف بات مقبولًا في أجزاء كثيرة من أوروبا على الرغم من أن الممارسة لا تزال مثيرة للجدل في العديد من الأماكن وغير شائعة في أماكن أخرى.

### الرضاعة الطبيعية
تُعَدُ الرضاعة الطبيعية في الأماكن العامة أمر غير عادي في العديد من البلدان في جميع أنحاء العالم. في الفترة ما بين 2006 و2010 شهدت الولايات المتحدة وحدها عددًا من البلاغات المُقدمة من سيدات بخصوص تعرضهن لمضايقات وترهيب خلال عمليه إرضاع طفلهم في مكان عام. ردا على كل هذا؛ سمح الولايات المتحدة بمرور قانون يُمكن النساء من إرضاع أطفالهم في الأماكن العامة. وكانت الحكومة الاتحادية في الولايات المتحدة قد أصدرت من قبل قانونا في عام 1999 ينص تحديدا على أنه «يجوز للمرأة إرضاع طفلها في أي مكان في المبنى الفيدرالي أو داخل الممتلكات الاتحادية» إلا أن هذه القوانين لا تُطبق بشكل عام في المنظمات الخاصة أو على الملكية الخاصة مثل المطاعم وشركات الطيران أو حتى مراكز التسوق.

## يوم تعري الصدر العالمي
يوم تعري الصدر أو يوم تعري الصدر العالمي، هو حدث سنوي يقام في يوم الأحد الأقرب ل26 أغسطس لدعم حق المرأة في تعرية الصدر كالرجل في الأماكن العامة على أساس المساواة بين الجنسين وقد جرى احتفال به أول مرة في سنة 2008.

## انتشار ثقافة حرية الأثداء في العالم

### أمريكا الشمالية

#### الولايات المتحدة
تتمتع كل ولاية من ولايات الأمريكية بنوع من استقلال القضائي فيما يخص قضايا الأخلاق العامة، وقد نجحت حركة حرية الأثداء في حالات قليلة في إقناع بعض محاكم الولايات والمحاكم الفيدرالية بإلغاء بعض القوانين بذريعة التمييز على أساس الجنس أو مخالفتها للتعديل الرابع عشر لدستور الولايات المتحدة المتعلق بالحماية المتساوية للجنسين. فالمرأة وفق نظرتهم يجب أن تكون حرة في فضح صدرها في أي سياق أمكن للرجل فعل ذالك. استغلت الحركة حرية تعبير في المظاهرات لتسويق لتعرية الصدر كنوع من الاحتجاج وشكل من أشكال التعبير. تتبع الحركة القوانين والمراسيم التي من شأنها الثأتير على حريتهم أمام المحاكم الفيدرالية في جميع أنحاء البلاد بالطعن في مشروعيتها القانونية.
ابتداءا من أكتوبر 2019 أصبح بامكان المرأة تعرية صدرها بحرية في ستة ولايات أمريكية يوتا، كولورادو، وايومنغ، نيو مكسيكو، كانساس، وأوكلاهوما وذالك بعد اسقاط عشر محاكم استئناف تابعة للولايات الستة حكم المنع.

#### كندا
صدرت مذكرة توقيف في عام 1991 في حقّ سيدة تُدعى جوين يعقوب من جيلف في أونتاريو وذلك بسبب نزع قميصها في الشارع ثم تم تويجه تهمة الفحش لها. دافعت عن نفسها في المحكمة من خلال الكيل بمكيالين بين الرجال والنساء، بالرغم من كل هذا فقد أُدينت بسبب تصرفها لكنها استطاعت نفض الحٌكمٍ في محكمة الاستئناف. شجعت حالة جوين -التي حظيت بشهرة وبتغطية إعلامية كبيرة- باقي نساء كندا على الحذو حذوها والخروج بصدور عارية حسب الضرورة، ليس هذا فقط فحالة جوين يعقوب ساهمت لاحقا إلى تبرئة سيدة أخرى من كولومبيا البريطانية في ساسكاتشوان حيث وُجهت لها تهم مماثلة؛ لكنها استطاعت نقضها وإسقاطها من خلال مثال جوين. القانون ثابت في كندا على كل الولايات لكنّ كل مقاطعة أو إقليم يتوفر على محكمة تفرض هي الأخرى مزيدا من القوانين أو تحذف أخرى وهذا بالضبط ما حصل مع جوين في ولاية أونتاريو التي أصبحت متسامحة في موضوع عُري صدور النساء في الأماكن العامة. مثل هذه الحالات -وإن حصلت- فإن المحكمة العليا في كندا هي من ستبث فيها؛ لكن وبالرغم من ذلك فقد تُدان نساء كنديات في ولايات أخرى حسب -كما جاء في سالف الذكر- تفسير القانون الأخلاقي في كل ولاية على حدى وحسب الولايات الأكثر تحررا.

### أوروبا

#### فرنسا
نظمت جمعية حرية الأثداء احتجاجا في باريس بتاريخ أيار/مايو 2009.

#### بولندا
في الفترة ما بين 2008 و2009 تم رفع دعوى قضائية ضد امرأتين من شتتين بما في ذلك واحدة تعمل في مجال تصوير الإغراء،  فازت السيدتان في المحكمة التي أعادت التأكيد على حق المرأة في أخذ حمام شمس عارية الصدر على الشواطئ العامة. لكن مسؤولي البلدية المحلية في شتتين رفضوا ما قضته المحكمة وقاموا بتغريم إحدى السيدات بتهمة الإخلال بالحياء العام. رفضت المرأة دفع الغرامة فرفع مسؤولو البلدية دعوى قضائية في المحكمة المدنية. تم تأجيل أول جلسة بسبب من اهتمام وسائل الإعلام المُتزايد بهذه القضية. أيد قاضي المحكمة يوم 7 نوفمبر 2008 قرارا مسؤول البلدية واتهم السيداتان بالإخلال بالعياء في مكان عام موضحا في الوقت ذاته على أن الحريات الشخصية لا يجب أن تتعدى على حريات العائلات رفقة أطفالهم الذين يترددون باستمرار على تلك الحمامات. على الرغم من أن أخد حمام شمس أمر غير محظور في بولندا إلا أن القاضي حكم على السيدتان بدفع غرامة مالية قدرها 230 زلوتي بولندي  (ما يُعادل 40 يورو أو 55 دولار في ذلك الوقت) وذلك بتهمة كسر قواعد السلوك. أعلنت محكمة الاستئناف في وقت لاحق أن السيدتان بريئتان،  لأن رافعي الدعوة لم يتمكنوا من إثبات أن أي شخص على الشاطئ كان ساخطا على وضعية عُري صدر السيداتان، بل على العكس من ذلك فقد دافع بعض الزوار على المُتهمتان وأكدوا في الوقت ذاته على أنّ ما قاما به لم يكن يستحق كل هذه الضجة.

#### الدنمارك
تعرية الصدر خلال الاستحمام أو في حمامات الشمس أو على الشواطئ أمر قانوني في دولة الدنمارك،  كما أن تعرية الصدر في الأماكن العامة وفي الهواء الطلق أمر قانوني إلا إذا كان ينطوي على «سلوك هجومي» أو سبب غضبًا شعبيًا في أوساط الحاضرين. نادرًا ما تثير الصدور العارية غضبا شعبيا في الدنمارك باستثناء عام 1972 عندما أدان الجمهور فرقة موسيقية كشفت عن صدرها فوقَ المسرح الملكي الدنماركي. في كانون الأول/ديسمبر من عام 2007 أطلقت مجموعة من النساء والرجال على أنفسهم اسم «عاريات» وقاموا بالسباحة بشكل عارٍ في حمامات السباحة لتعزيز ما يُعرف في الديبلوماسية باسم المساواة في العُري. في آذار/مارس 2008 وبعد عشرات الحملات التي طالبت بالمساواة في العري؛ صوّتت لجنة الثقافة والترفيه في كوبنهاغن على السماح للنساء بالتعري في حمامات السباحة. بعد صوتت اللجنة، تبيّن أنه لا توجد قوانين تحظر الاستحمام بشكل عارٍ وبالتالي لم يكن هناك لزوم للتصويت.

#### السويد
تعرية الصدر في السويد الصدور أمرٌ غير قانوني، بيد أن القطاع الخاص أو المؤسسات العامة تسمح بإنشاء قواعد خاصة للباس وهناك قد تحتاج المرأة إلى ارتداء أزياء قد تكشف عن ثدييها. ظهرت في أيلول/سبتمبر من عام 2007 جمعية تُدعى بارا بروست (بالسويدية: Bara Bröst) وتعني «الصدور العارية» وهي جمعية ثورية ظهرت لتعزيز المساواة بين الجنسين والمطالبة بالسماح بتعرية الصدور في المرافق العامة. نظمت المجموعة العديد من الفعاليات في احمامات السباحة ابتداء من أيلول/سبتمبر وحتى تشرين الأول/أكتوبر 2007. حاولت تنظيم احتجاجات في أوبسالا لكن الشرطة عرقلت عملها قبل أن تنجحَ في سوندسفال.
حققت الجمعية انتصارًا كبيرًا في حزيران/يونيو 2009 عندما وافقت لجنة المدينة الرياضية والترفيه في مالمو على قواعد جديدة حيث طلبت من الجميع ارتداء ملابس السباحة في الأماكن المغلقة لكنها لم تُشر إلى قضية عري صدرو النساء في حمامات السباحة العامة. ذكر الناطق باسم المجلس فيما بعد: «نحن لا نحدد لباس الرجال الذي يجب عليهم ارتدائه في البحر؛ فلماذا يجب علينا تحديد ذلك بالنسبة للنساء؟ بالإضافة إلى ذلك فليس هناك فرق بين صدور الرجال والنساء فالكل طبعًا سواسية.».

#### اليونان
تعرية الصدر في اليونان غير قانونية لكناها يمارس على نطاق واسع من قبل السكان المحليين والسياح على حد سواء كما لا توجد محرمات ثقافية تقف كعائقٍ أمام هذه الممارسة.

### آسيا

#### تايوان
تأسست مجموعة من الجمعيات في تايوان والناشطة بشكل خاص على شبكة الإنترنت،  وهناك طالبت بتوضيح للقانون فيما يخص تعرية المرأة لصدرها شأنها شأن الرجل. زادت الأمور طراوة عندما أقدمت الكثير من الشابات على رفع صورن وهن عراة الصدر على شبكات التواصل الاجتماعي وعلى رأسها فيسبوك محتجين في ذلك على المعايير الطبقية والمزدوجة للمجتمع التايواني. في البداية كان نشر مثل هذه المواد على النت أمرًا محظورًا في تايوان لكن الأمور سرعان ما تطورت وأصبحت مثل هذه الصور شبه عادية خاصة أن شعب تايوان قد اعتاد عليها في وقت قياسي.

### أوقيانوسيا

#### أستراليا
في أستراليا، تمنع القوانين تعرية الأجهزة التناسلية للجنسين الرجل والمرأة فقط وعليه فتعرية المرأة لصدرها لايعتبر أمرا غير قانوني

#### نيوزيلندا
لا توجد في نيوزيلندا، قوانين تحظر العري في الأماكن العامة التي درج فيها الناس تعري كشاطئ البحر إلا إذا كان الشخص يريد من ذالك إظهار سلوك بذيئ أو فاحش.